# Naturfreundehaus Kolm-Saigurn
Das Naturfreundehaus Kolm-Saigurn ist ein Schutzhaus der Naturfreunde Österreich und liegt im Bundesland Salzburg auf 1598 m ü. A.  am südlichen Ende des Raurisertals im Nationalpark Hohe Tauern.

## Zustiege
- von Wörth, 4 Stunden
- vom Bodenhaus, 1 ½ Stunden
- vom Parkplatz Lenzanger, ½ Stunde

## Übergänge
- Naturfreundehaus Schutzhaus Neubau, 1 ½ Stunden
- Niedersachsenhaus, 2 ¼ Stunden
- Duisburger Hütte, 4 ½ Stunden
- Zittelhaus, 4 ½ Stunden

## Touren
- Hoher Sonnblick 3105 m ü. A., 4 ½ Stunden
- Schareck 3122 m ü. A., 5 Stunden
- Hocharn 3254 m ü. A., 5 Stunden

## Karte
- Alpenvereinskarte Blatt 42, 1:25.000, Sonnblick